# Santa Paula Miramar
Santa Paula Miramar es un barrio perteneciente al distrito Este de la ciudad andaluza de Málaga, España. Según la delimitación oficial del ayuntamiento, limita al norte con el barrio de Clavero; al este, con el barrio de Parque Clavero; al sur, con el barrio de Castillo de Santa Catalina; y al oeste, con el barrio de Miramar.

## Transporte
Ninguna línea de autobús urbano de la EMT tiene paradas dentro de los límites del barrio, aunque las siguientes líneas paran en las proximindades: 
| Línea | Trayecto                       | Recorrido | Frecuencia    |
| ----- | ------------------------------ | --------- | ------------- |
| C3    | Parque Clavero                 | Recorrido | 15 minutos    |
| 32    | Alameda Principal - El Limonar | Recorrido | 16-18 minutos |